# 975

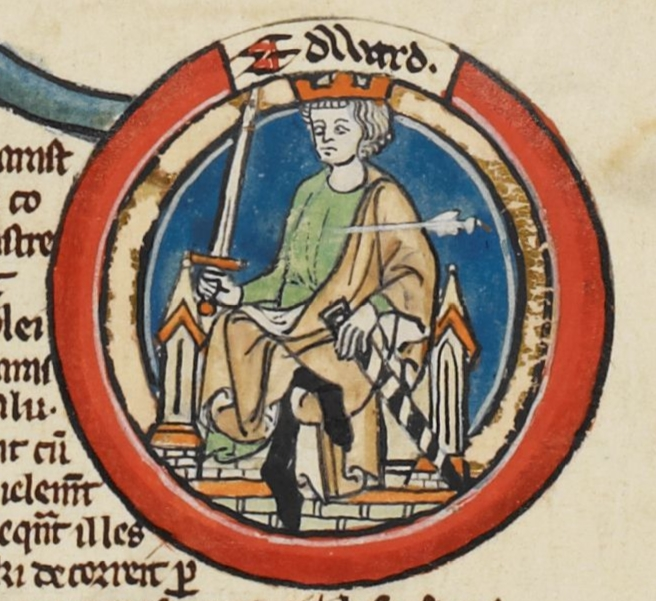
Koning Edward II ("de Martelaar") wordt geïnstalleerd als heerser van Engeland.

Het jaar 975 is het 75e jaar in de 10e eeuw volgens de christelijke jaartelling.

## Gebeurtenissen

### Byzantijnse Rijk
- Byzantijns-Arabische oorlog: Keizer Johannes I (Tzimiskes) valt met een Byzantijns expeditieleger Mesopotamië en Syrië binnen. Vanuit de stad Antiochië rukt hij zuidwaarts op naar Tripoli. Johannes verovert de steden Baalbek, Damascus, Sidon, Tiberias en Caesarea. Hij slaagt er niet in om Jeruzalem in te nemen.[1]

### Europa
- 10 augustus - Dirk II, graaf van West-Frisia, verslaat de West-Friezen bij Rijnsburg en sticht een kapel voor de heilige Laurentius. Hij consolideert zijn gezag over het graafschap, dat het gehele kustgebied beslaat tussen de Oosterschelde en het Vlie. Onderverdeeld in de gouwen: Masaland, Kennemerland en Texel.[2]

### Engeland
- 8 juli - King Edgar I ("de Vreedzame") overlijdt na een regeerperiode van bijna 16 jaar. Hij wordt opgevolgd door zijn 12-jarige zoon Edward II ("de Martelaar") als heerser van Engeland. Na de dood van Edgar ontstaat er een rivaliteit om de Engelse troon tussen de halfbroers Edward en Ethelred ("de Onberadene").[3]

### Religie
- Spring - Keizer Otto II ("de Rode") benoemt zijn kanselier en adviseur Willigis tot aartsbisschop van Mainz. Hij ontvangt het pallium uit handen van paus Benedictus VII. Als opvolger wordt Folcmar (of Poppo) aangesteld als kanselier van Otto.[4]
- Willigis geeft opdracht tot de bouw van de Dom van Mainz. De kathedraal vormt samen met de twee kerken (Dom van Speyer en Dom van Worms) de gezamenlijke naam de Kaiserdome.[5]
- Bisschop Wolfgang van Regensburg richt de Regensburger Domspatzen op, het kathedrale koor (een Duits jongenskoor) van de Dom van Regensburg (huidige Duitsland).
- Eerste schriftelijke vermelding van de stad Lingen, gelegen op een kruispunt van twee belangrijke handelswegen, de Vlaamse en de Friese "Straße" (huidige Duitsland).

## Geboren
- 25 juli - Thietmar van Merseburg, Duits bisschop (overleden 1018)
- Adelbold II, Nederlands bisschop en musicoloog (overleden 1026)
- Gerard I, Nederlands geestelijke en bisschop (overleden 1051)[6]
- Stefanus I ("de Heilige"), koning van Hongarije (overleden 1038)

## Overleden
- 8 juli - Edgar I ("de Vreedzame), koning van Engeland (r. 959 - 975)
- 26 november - Koenraad I, bisschop van Konstanz (r. 934 - 975)
- 27 december - Balderik (78), bisschop van Utrecht (r. 918 - 975)
- Gu Hongzhong (38), Chinees hofschilder en kunstschilder[7]